# Ogdoade van Hermopolis
De Ogdoade van Hermopolis (Hermopolis Magna) is een groep van acht oergoden uit de Egyptische oudheid.
Deze goden vertegenwoordigden de aspecten van de oorspronkelijke kosmos. De meeste overgeleverde teksten over de ogdoade komen tot ons vanuit de Ptolemaeïsche periode. De Egyptische naam van Hermopolis was Chemnoe (letterlijk Achtstad). Deze naam komt men tegen vanaf de 5e dynastie en gaat ongetwijfeld nog veel verder terug. Dit geeft een idee van de ouderdom van deze mythe.

## Aard en functie van de oergoden
Volgens de Hermopolitische visie bestonden de acht oergodheden in vier paren van twee, elk met een mannelijke en een vrouwelijke vertegenwoordiger. Ieder paar was geassocieerd met een specifiek aspect of element van vóór de schepping. Zij bevatten het potentieel voor het ontstaan van het universum. Daarom werden deze oergoden ook de "vaders en moeders" van de zonnegod genoemd.

## Varianten van de vier oergodenparen
De volgende vier paren kunnen worden onderscheiden:
- Oerwateren (Noen en Naoenet),
- Lucht of verborgen kracht (Amon en Amaoenet),
- Duisternis (Kek en Keket)
- Eindeloosheid (Heh en Hehet)

In de piramideteksten wordt gewag gemaakt van de Acht Goden met Tem:
- Naoe en Naoenet
- Amen en Ament
- Tem met Roeroe en Roeroeti (leeuw en leeuwingod)
- Sjoe en Tefnoet

Volgens aanduidingen in de tempel van Kargah:
- Noen en Naoenet,
- Hehoe en Hehoet,
- Kekoei en Kekoeit en
- Gerh en Gerhet

De priesters van Hermopolis huldigden de volgende dogma's:
1. Thoth was de geest en de intelligentie en het redeneervermogen van de zelfgeschapen opzichzelfstaande god. Hij was geest en ziel van de Oeroceaan. Hij was licht en leven en schonk leven aan de mens.
2. Vier goden en vier godinnen stonden Thoth bij in zijn heerschappij van Noenoe. Dat waren Nennoe en Noenet, Hoeh en Hoehet, Koek en Koeket, en Amen en Ament.
3. Deze goden schiepen de heuvel van Hermopolis waarop de Zonnegod stond.
4. Deze goden schiepen de Zon en hielpen haar om haar plaats in Heliopolis in te nemen.
5. Deze acht goden waren de oudste goden van Egypte, het waren de vaders en moeders van de Zon.

Met deze stellingen stonden zij diametraal tegenover de leer van de priesters van Heliopolis. De theologie van Thoth was van een hoog spiritueel niveau.
Er was grote overeenkomst van de negen scheppingsgoden van de Egyptenaren met de scheppingsgoden in de Sumerische mythologie. Dit wil niet noodzakelijk zeggen dat de een de visie van de ander overnam, maar er zou een veel oudere gemeenschappelijke bron aan de basis van beide visies kunnen gelegen hebben.
De hoofdcultusplaats van de acht oergoden lag in de oudheid in Hermopolis, een beetje ten westen van Thebe in een kleine tempel nabij Medinet Habu.

## Iconografie
De vier mannelijke oergoden van de "ogdoah", werden ook voorgesteld met een kikkerhoofd of als een kikker, terwijl de vier vrouwelijke met slangenhoofd of als slang worden afgebeeld. Alle acht de oergoden werden bovendien vaak afgebeeld in connectie met een Baviaan die de oprijzende zon draagt. Deze associatie met bavianen is waarschijnlijk afkomstig van dieper in Afrika, waar vlak voor zonsopgang deze dieren een kenmerkend gezang laten horen. Later ontstond ook de baviaangod Hapi die tegelijk met de rijzende Nijl werd geassocieerd, het opkomen van het nieuw vruchtbaar seizoen.

## De rol van Amon
Amon werd gaandeweg steeds belangrijker in de verering van deze oergoden. Hij ontwikkelde zich tot de zonnegod Amon-Ra. Later zwoer de farao Achnaton alle goden af en kwam de cultus van Aton, de zonneschijf, op. Voor het eerst in de geschiedenis van Egypte kon je spreken van het monotheïsme. Dit zorgde voor grote opstanden van priesters en van het volk. Na deze regering, wat men de Amarna periode noemt, herstelde Toetanchamon de cultus voor de god Amon. Dit staat neergeschreven in de "restauratiestele van Toetanchamon".